# Sa‘īdān (ort i Iran)
Sa‘īdān (persiska: Sajīdān, سجیدان, سعیدان) är en ort i Iran.   Den ligger i provinsen Gilan, i den norra delen av landet, 170 km nordväst om huvudstaden Teheran. Sa‘īdān ligger 161 meter över havet och antalet invånare är 442.
Terrängen runt Sa‘īdān är varierad. Runt Sa‘īdān är det ganska tätbefolkat, med 134 invånare per kvadratkilometer. Närmaste större samhälle är Vājārgāh, 6,0 km norr om Sa‘īdān. I omgivningarna runt Sa‘īdān växer i huvudsak blandskog.